# 田村智幸
田村 智幸（たむら ともゆき、1961年 - ）は、日本の弁護士。北海道大学法科大学院特任教授や、札幌弁護士会会長、北海道弁護士会連合会理事長、日本弁護士連合会副会長を歴任した。

## 人物・経歴
北海道岩見沢市生まれ。中央大学法学部卒業後、1990年弁護士登録。北海道大学法科大学院特任教授等を経て、2014年札幌弁護士会会長。2015年から北海道弁護士会連合会理事長を務め、平和安全法制廃止を求める運動の展開などを行った。2017年には日本弁護士連合会副会長として男女共同参画等を担当し、女性副会長クオータ制の導入などにあたった。

## 著書
- 『実践　ローヤリング＝クリニック―臨床系教育への指針』法律文化社 2006年